# Thievery Corporation
Pour les articles homonymes, voir Thievery.
Thievery Corporation est un groupe américain de musique électronique, composé de Rob Garza et Eric Hilton. Leur style musical est caractérisé par un mélange de downtempo, de lounge, de trip hop, de bossa nova et de dub.

## Histoire

### Débuts
Thievery Corporation est formé durant l'été 1995 au Eighteenth Street Lounge de Washington D.C. Rob Garza et Eric Hilton, copropriétaire du Lounge, sont attirés l'un vers l'autre par leur amour commun de la vie en club, ainsi que par les disques de dub, de bossa nova et de jazz. Ils décident de voir ce qu'il adviendrait d'un mélange de tout cela dans un studio d'enregistrement, et c'est ainsi qu'en 1996, le duo a lancé son label Eighteenth Street Lounge Music.
Le duo attire l'attention avec ses deux premiers disques de 12 pouces, Shaolin Satellite et 2001 : a Spliff Odyssey, et avec son premier album de 1996, Sounds from the Thievery Hi-Fi. Leur single de 1998, Lebanese Blonde, qui figurera plus tard sur leur album studio de 2000, The Mirror Conspiracy, est repris sur la bande originale du film Garden State. En 2001, ils sortent Sounds from the Verve Hi-Fi, une compilation des meilleurs morceaux des années 1960-1970 de Verve Records, qui comprend des œuvres de jazz, de bossa nova et de latin jazz des artistes Cal Tjader, Wes Montgomery, Sérgio Mendes e Brasil '66, et Luiz Bonfá. Au début de l'automne 2002, ils sortent The Richest Man in Babylon sur leur label ESL, avec des prestations des chanteurs Notch, Emilíana Torrini, Pam Bricker et Loulou.

### AfterThe Richest Man in Babylon
En 2004, ils sortent The Cosmic Game, qui a un son plus sombre et plus psychédélique que The Richest Man in Babylon. L'album comporte également plus de chanteurs invités de haut niveau, dont Perry Farrell de Jane's Addiction, David Byrne de Talking Heads et Wayne Coyne de The Flaming Lips. En 2006, le groupe sort Versions, une sélection de remixes réalisés par Thievery Corporation pour d'autres artistes. Le groupe effectue une tournée aux États-Unis, jouant notamment à Lollapalooza, qui a été photographiée par Rob Myers, guitariste et joueur de sitar de Thievery Corporation, dans le livre de photos Blurb Thievery Corporation 2006. En 2006, le groupe enregistre également Sol Tapado pour l'album de bienfaisance Silencio=Muerte : Red Hot + Latin Redux, produit par la Red Hot Organization, au profit de la lutte contre le SIDA. En outre, leur musique est intégrée à la bande originale du jeu vidéo Tiger Woods PGA Tour sur Xbox, sorti en 2006. Toujours en 2006, Puma Ptah, alors connu sous le nom de Ras Puma, rejoint Thievery Corporation et fait une tournée avec eux, qu'il continue à faire aujourd'hui.
Le groupe sort son cinquième album studio, Radio Retaliation, le 23 septembre 2008. La tournée de Thievery Corporation a commencé par cinq concerts consécutifs à guichets fermés au 9:30 Club de Washington, DC. Le 1er août 2009, ils assurent la première partie du concert de Paul McCartney au FedExField de Landover, dans le Maryland.
Le 27 juillet 2010 sort Babylon Central, le premier film réalisé par Eric Hilton, membre fondateur du groupe. Situé (et tourné) à Washington, D.C., le film suit les événements de la vie interconnectée de ses personnages, chacun influençant les plans des courtiers du pouvoir pour manipuler les devises internationales. En juin 2011, Thievery Corporation sort son sixième album, Culture of Fear, sur lequel on retrouve le style vocal de Puma Ptah, alors connu sous le nom de Ras Puma, sur les titres Overstand et False Flag Dub. En janvier 2012, Thievery Corporation a lancé un concours de remixes en collaboration avec Dubspot. La même année, Eric Hilton de Thievery Corporation a produit le premier album, Archives, pour le groupe de reggae basé à Washington D.C. The Archives. Le groupe sort Saudade le 25 mars 2014, via ESL Music. Le 11 janvier 2017, le groupe a publié la chanson Ghetto Matrix de leur album The Temple of I and I, qui est sorti le 10 février 2017, toujours via leur propre label ESL Music. Le 20 avril 2018, le groupe sort Treasures from the Temple via ESL Music.
Tout au long de sa carrière, le duo a exprimé à plusieurs reprises son attachement à la culture brésilienne dans les interviews et les notes de pochette de ses albums, en particulier au mouvement musical Bossa Nova des années 1960. Certains de leurs premiers enregistrements étaient accompagnés d'illustrations rendant spécifiquement hommage à des classiques de la bossa nova tels que João Gilberto (son album éponyme de 1973) ou Antônio Carlos Jobim (Stone Flower). Leur premier album, Sounds from the Thievery Hi-Fi, est également dédié à la mémoire de Jobim, décédé trois ans plus tôt.
Tout au long de leur carrière, les paroles du groupe sont écrites en anglais, espagnol, français, italien, persan, portugais, roumain et hindi. Cela reflète les influences de la musique du monde du groupe.

## Discographie

### Albums studio
- 1997 : Sounds from the Thievery Hi-Fi
- 1998 : Lebanese Blonde
- 2000 : The Mirror Conspiracy
- 2002 : The Richest Man in Babylon
- 2005 : The Cosmic Game
- 2008 : Radio Retaliation
- 2011 : Culture of Fear
- 2014 : Saudade
- 2017 : The Temple of I and I
- 2018 : Treasures from the Temple
- 2020 : Symphonik

### Compilations
- 1999 : Abductions and Reconstructions
- 1999 : DJ-Kicks: Thievery Corporation
- 2001 : Sounds from The Verve Hi-Fi
- 2004 : The Outernational Sound
- The Eclectic Sound of Vienna, vol. 1, 2 et 3 (1997, 1998 et 2003)
- 2010 : It Takes a Thief: The Very Best of Thievery Corporation

### Albums de remixes
- 2004 : Babylon Rewound
- 2006 : Versions